# Max Brauer
Pour les articles homonymes, voir Brauer.
Max Brauer est un homme politique allemand né le 3 septembre 1887 et mort le 2 février 1973.

## Biographie
Il est membre du Parti socialiste allemand (SPD) et est élu bourgmestre d’Altona en 1924 avant de s’exiler en 1933 lors de l’arrivée d’Hitler au pouvoir. Après la guerre, il devient premier bourgmestre de Hambourg entre 1946 et 1953, puis de 1957 à 1961. Il siège ensuite au Bundestag jusqu'en 1965.
Il est inhumé au cimetière d'Altona.